# Fosse Aoust
La fosse Aoust ou d'Aoust de la Compagnie des mines d'Aniche est un ancien charbonnage du Bassin minier du Nord-Pas-de-Calais, situé à Aniche. le fonçage commence en 1836, à un peu plus d'un kilomètre de la limite de la concession d'Aniche avec celle d'Anzin. La Compagnie n'a alors que quatre fosses en exploitation, et la fosse commencée à Mastaing en 1835 est abandonné en 1838, faute de résultats probants
En janvier 1839, un groupe d'associés venus de Cambrai se rend maître de la Compagnie, ils entreprennent sa réorganisation complète. Le fonçage de la fosse d'Aoust est poursuivi, mais c'est la découverte de la houille à Somain, en 1839, qui permet enfin à la Compagnie d'Aniche de prendre son essor. Dès lors, toutes les vieilles fosses sont fermées, à l'exception de celle de l'Espérance.
En parallèle, les fosses La Renaissance, Saint-Louis et Fénelon sont mises en service, le fonçage des deux premières retarde les travaux de la fosse d'Aoust, qui n'est mise en service qu'en 1845. le gisement qu'elle exploite correspond à celui des anciennes fosses d'Aniche, alors que celui de La Renaissance, récemment découvert, est bien plus riche. De plus, la Compagnie ouvre de nouvelles fosses sur ce gisement, et sur celui découvert à Waziers. Ainsi, la fosse d'Aoust s'avère inutile, l'extraction cesse en 1860, après seulement quinze ans d'extraction, et le puits est serrementé puis abandonné en 1871.
Au début du XXIe siècle, Charbonnages de France matérialise la tête de puits et y installe un exutoire de grisou.

## La fosse
En 1835, la Compagnie des mines d'Aniche commence le fonçage d'une fosse hors concession à Mastaing, le long de la route reliant Aniche à Bouchain. Vu le succès rencontré à quelques kilomètres par la Compagnie des mines de Douchy, elle espère y agrandir sa concession. En attendant, elle entreprend une nouvelle fosse à Aniche, dix-huit ans après le début du fonçage de sa dernière fosse : Espérance. À cette époque, les deux plus vieilles fosses productives de la Compagnie ont respectivement été commencées en 1777 et 1786, soit il y a 59 et 50 ans.

### Fonçage
Le puits d'Aoust est commencé en 1836 au diamètre de 2,60 mètres, et à l'altitude de 46 mètres. Il est situé à 1 050 mètres de la limite est de la concession d'Aniche avec celle de la Compagnie des mines d'Anzin, à 1 610 mètres à l'est-nord-est du puits Sainte Barbe et à 1 560 mètres à l'est-sud-est de la fosse Saint Hyacinthe. Elle est située au-delà des veines exploitées à la fosse Sainte Barbe - Saint Waast.
Le terrain houiller est atteint à la profondeur de 148 mètres,,. Les terrains sont brouillés, ce qui retarde l'ouverture de la fosse.
En janvier 1839, un groupe d'associés venus de Cambrai se rend maître de la Compagnie, ils entreprennent sa réorganisation complète. Le fonçage de la fosse d'Aoust est poursuivi, mais c'est la découverte de la houille à Somain, en 1839, qui permet enfin à la Compagnie d'Aniche de prendre son essor. Dès lors, toutes les vieilles fosses sont fermées, à l'exception de celle de l'Espérance. La même année, la fosse La Renaissance est mise en chantier à Somain, elle commence à produire en 1841. Dans la même commune, la fosse Saint-Louis est commencée en 1843 et extrait à partir de 1845.

### Exploitation
La fosse d'Aoust commence à extraire en 1845, le puits est baptisé en l'honneur d'un directeur de la Compagnie. L'ouverture de nouvelles fosses dans des gisements plus prometteurs a ralenti le fonçage du puits d'Aoust. Les couches de houille rencontrées appartiennent au faisceau des anciennes fosses d'Aniche. En 1849, la fosse Fénelon, sise à Aniche, commence à extraire après deux ans de travaux, elle est située à 650 mètres au nord-ouest de la fosse d'Aoust. Peu avant 1850, la fosse Saint Auguste est mise en service par la Compagnie des mines d'Azincourt, à 1 170 mètres au sud-sud-est. La proximité des concessions d'Anzin et d'Azincourt limite le champ d'exploitation de la fosse d'Aoust.
La fosse Aoust est située un peu au sud de l'affleurement de la veine Joseph. Du côté du nord, ses galeries en travers banc ont été poursuivies jusqu'au brouillage qui correspond au cran de retour, et qui n'a pas été traversé. Au sud, ses bowettes n'ont pas dépassé la veine no 5, et ont été arrêtées dans des terrains très accidentés. La même irrégularité s'est retrouvée dans les chassages du couchant.
Les années 1850 permettent à la Compagnie des mines d'Aniche d'enfin se développer. Au cours de cette décennie, les fosses Traisnel, Gayant, Archevêque, Sainte Marie et Notre Dame sont mises en exploitation,,, la fosse d'Aoust perd donc de son utilité.
Elle cesse d'extraire en 1860, après avoir produit 158 080 ou 200 000 tonnes de houille. Les étages de recette sont établis à 242 et 295 mètres, le puits est profond de 353 mètres. Le puits est abandonné après avoir été serrementé en 1871,. Finalement, le puits est resté ouvert de 1836 à 1871, soit 35 ans, mais n'a été exploité que de 1845 à 1860, soit quinze ans. Il n'a donc été exploité que moins de la moitié de son existence.

### Reconversion
Au début du XXIe siècle, Charbonnages de France matérialise la tête de puits et y installe un exutoire de grisou. Le BRGM y effectue des inspections chaque année. Une entreprise est installée sur le carreau de fosse.

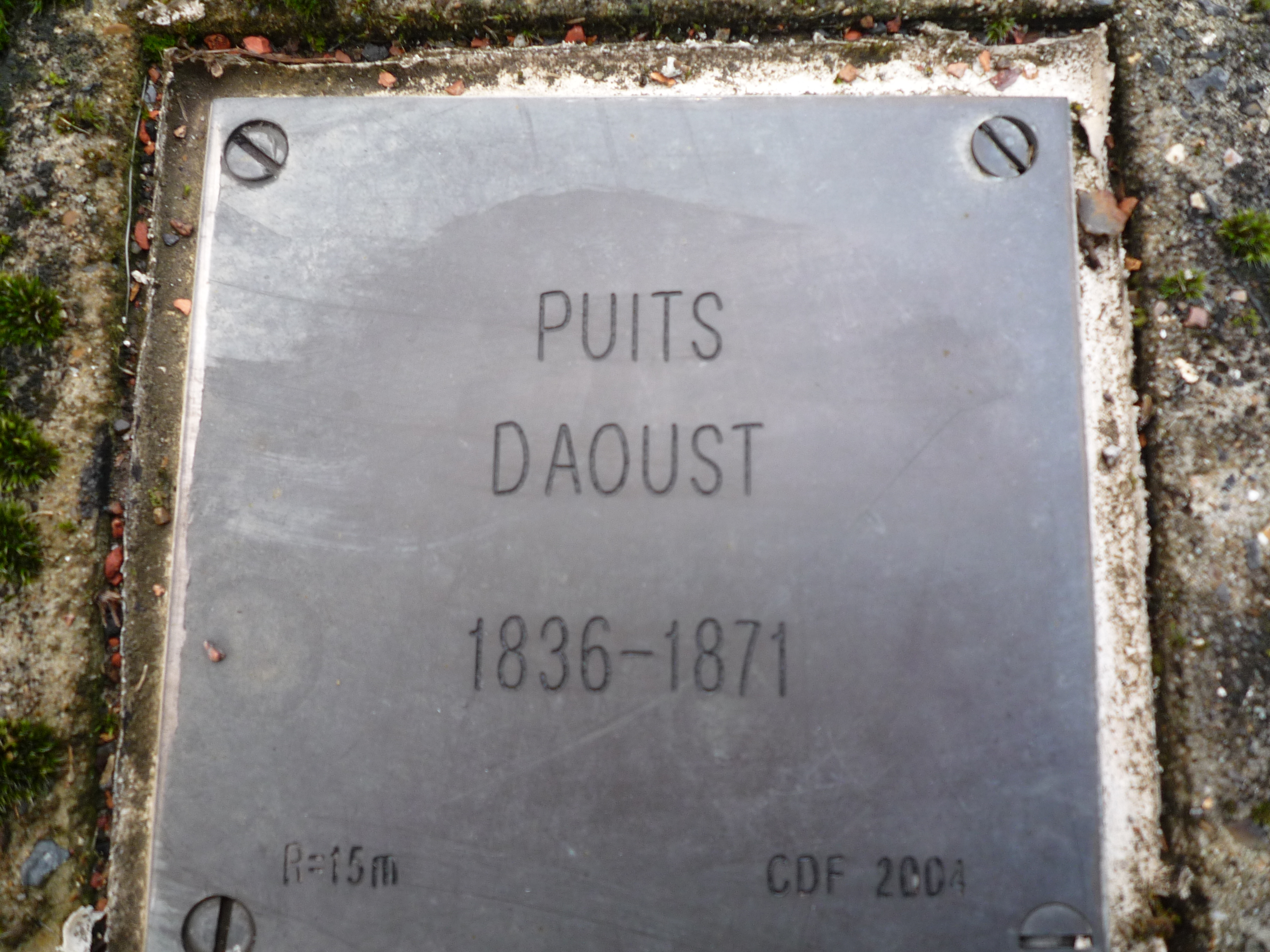
Puits d'Aoust, 1836 - 1871.
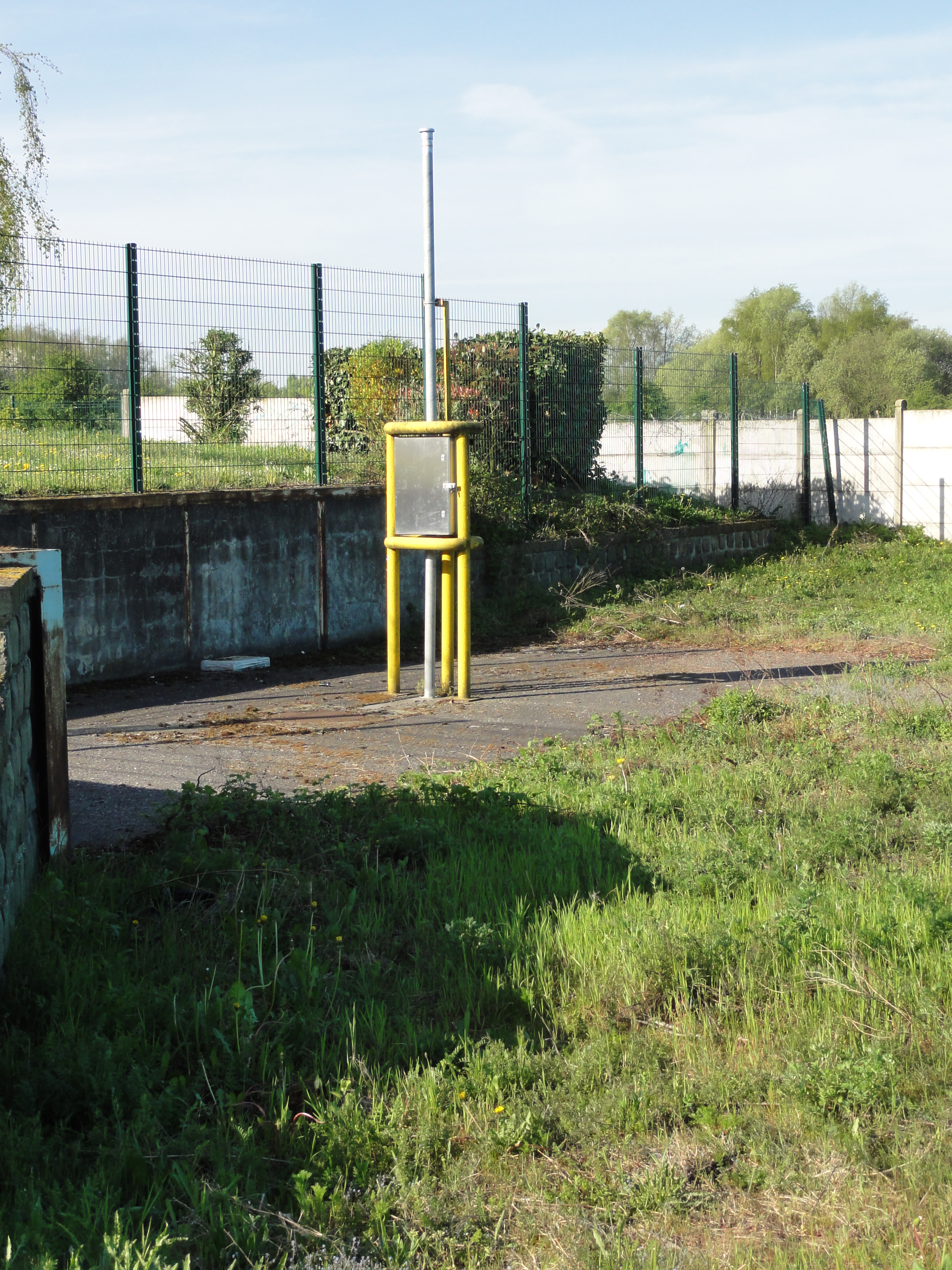
La tête de puits et l'exutoire de grisou.
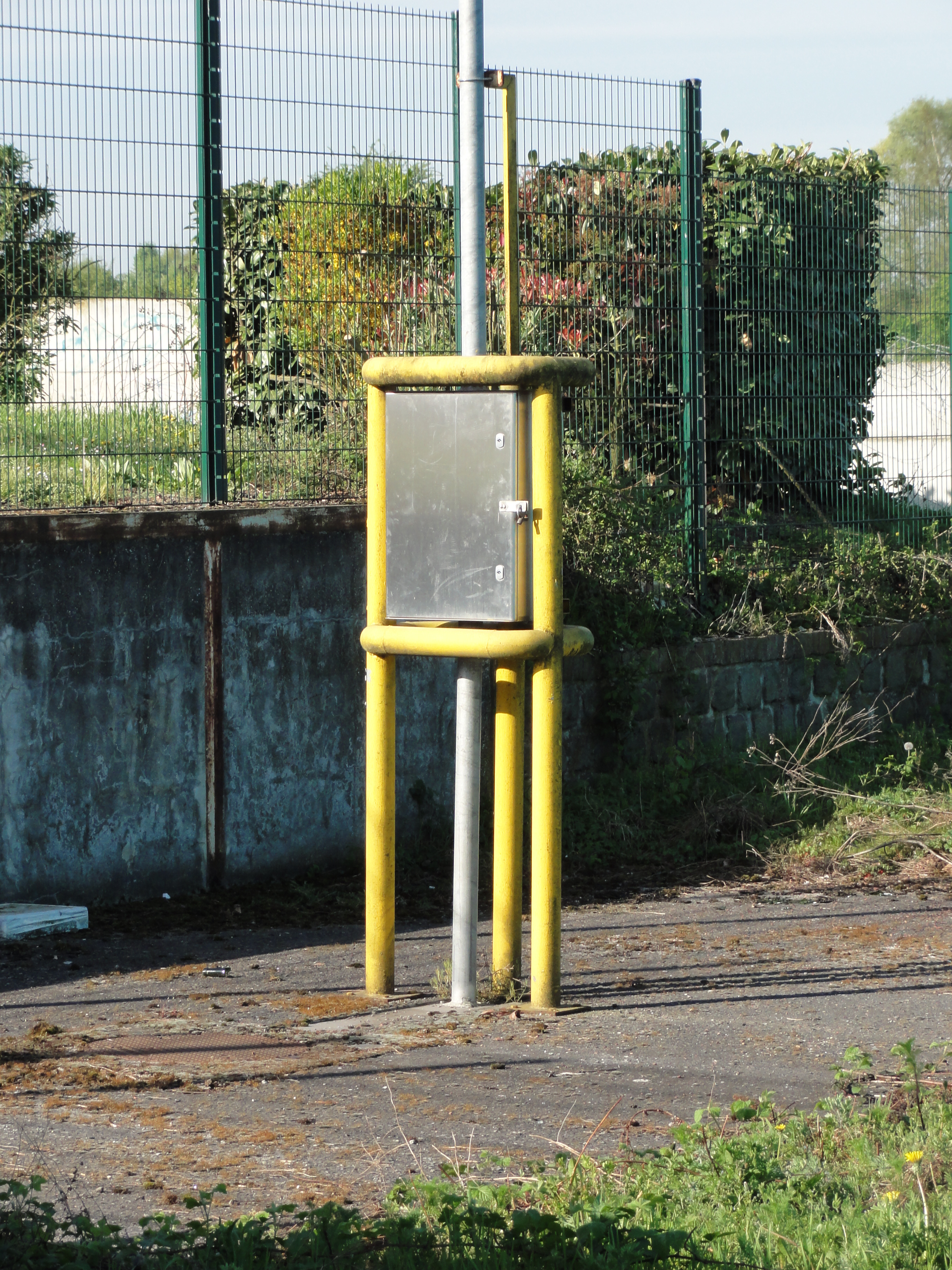
La tête de puits et l'exutoire de grisou.
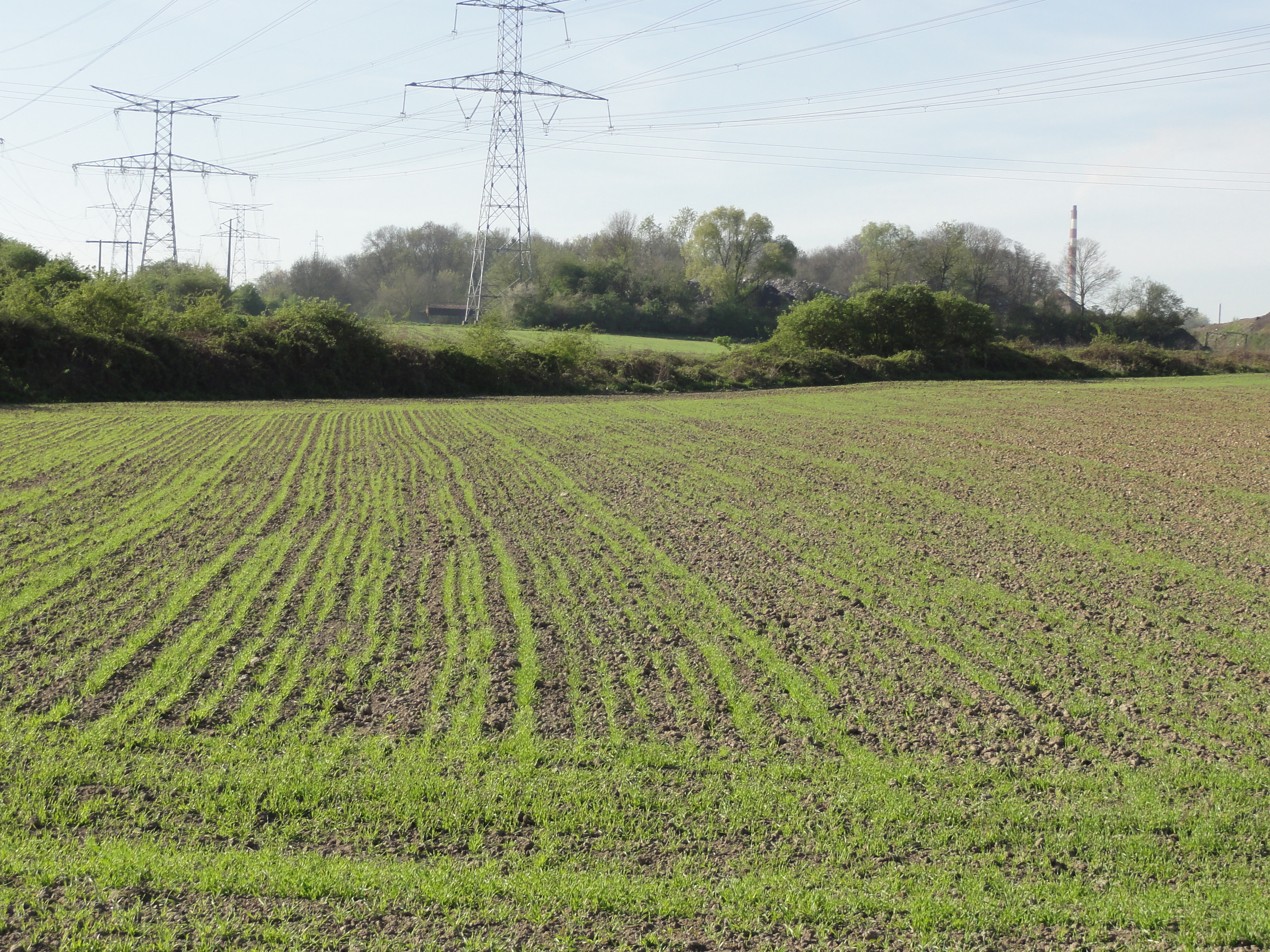
Ancien embranchement ferroviaire de la fosse.

## Le terril
50° 19′ 59″ N, 3° 15′ 58″ E

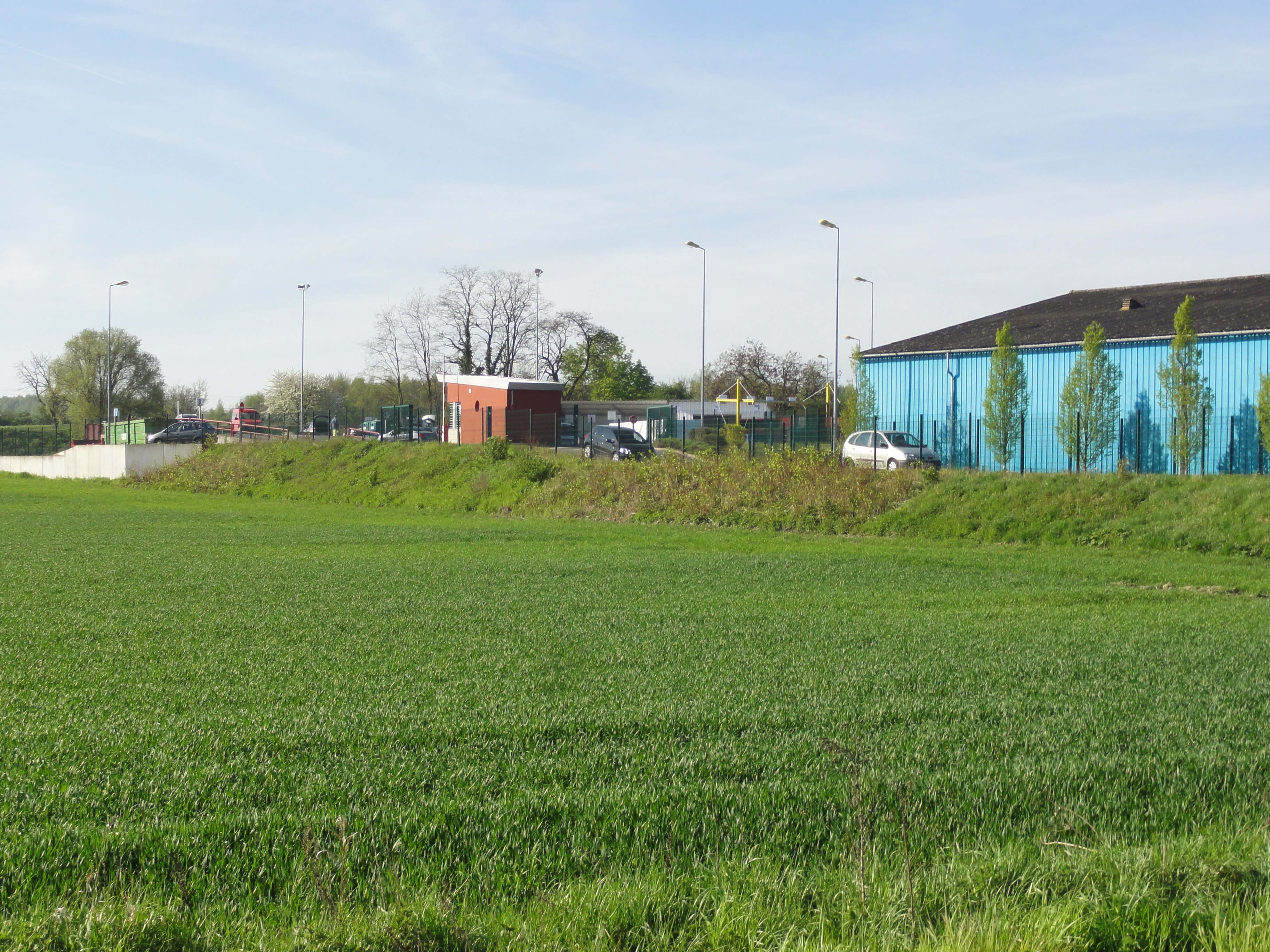
Le terril d'Aoust.

Le terril no 132, situé à Aniche, est le terril de la fosse d'Aoust. Considéré comme disparu, il a été reconverti en plateforme de déchèterie.